# 巨病毒纲
巨病毒纲（学名：Megaviricetes）为核质病毒门的一个纲。

## 下级分类
本纲包括以下目：
- 藻类病毒目 Algavirales
- Imitervirales
- Pimascovirales